# Iossif Iossifowitsch Kotek

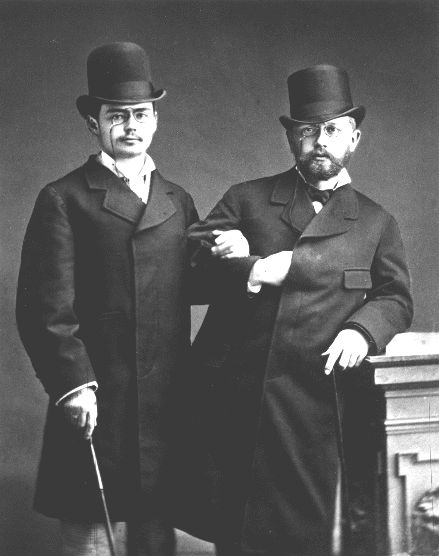
Kotek (links) und Pjotr Tschaikowski, 1877

Iossif Iossifowitsch Kotek (russisch Иосиф Иосифович Котек; * 25. Oktoberjul. / 6. November 1855greg. in Kamjanez-Podilskyj; † 4. Januar 1885 in Davos) war ein russischer Violinist und Geliebter Tschaikowskis.

## Leben
Kotek studierte am Moskauer Konservatorium Violine bei Ferdinand Laub und Jan Hřímalý, sowie Musiktheorie und Komposition bei Tschaikowski und graduierte 1876. Auf Empfehlung von Nikolai Rubinstein wurde er von Nadeschda von Meck engagiert und spielte privat für sie auf ihrem Gut in Clarens. Dort half er Tschaikowski bei der Ausarbeitung seines Violinkonzertes, insbesondere bei der Ausgestaltung der Solopartien. Außer der gemeinsamen Arbeit verband die beiden auch eine romantische Liebesbeziehung, die Tschaikowski in einem Brief an seinen Bruder Modest ausführlich beschrieb. Tschaikowski widmete ihm zudem sein Valse-Scherzo C-Dur op. 34 (1877). 1879 wurde Kotek mit dem neugeschaffenen Mendelssohn-Preis für Violine ausgezeichnet (das Stipendium für Komposition erhielt Engelbert Humperdinck).
Nach dem Ende der Beziehung zog Kotek 1882 nach Berlin, studierte dort bei Joseph Joachim und Friedrich Kiel an der Königlich Akademischen Hochschule für ausübende Tonkunst. Anschließend lehrte er auch dort. 1884 erkrankte er an Tuberkulose und kehrte nach Davos zurück, wo er am 4. Januar 1885 verstarb.

## Werke
- Sechs praktische Studien, für die Violine von Josef Kotek. Op. 8. (1880)[3]
- Morceaux caractéristiques, Op.5 (1882)